# Jürgen K. Moser
Pour les articles homonymes, voir Moser.
Jürgen Kurt Moser, né le 4 juillet 1928 à Königsberg (aujourd'hui Kaliningrad, cette ville est connue des mathématiciens à cause du problème de Königsberg et des philosophes car Kant y a enseigné à l'université) et mort le 17 décembre 1999, est un mathématicien allemand.

## Biographie

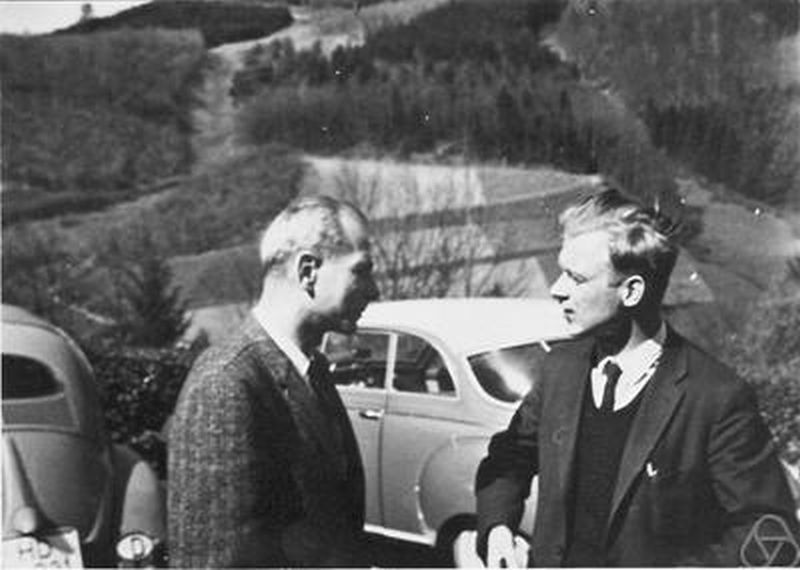
Jürgen Moser (à droite) avec Fritz John à Oberwolfach en 1961

Il obtient son doctorat en 1947 (dirigé par Franz Rellich) à l'université de Göttingen.
Il émigre aux États-Unis en 1953 et devient citoyen américain. Il est chercheur associé à l'université de New York lorsqu'il devient professeur invité au MIT (Massachusetts Institute of Technology). Il retourne à l'université de New York en 1960 et devient professeur au Courant Institute.
Il démontre en 1962 le théorème de Moser (Twist theorem en anglais), un pilier de la théorie KAM (Kolmogorov, Arnold, Moser).
De 1967 à 1970 il est directeur du Courant Institute. Il y reste ensuite professeur jusqu'en 1980.
En 1980, il accepte un poste au FIM (Forschungsinstitut für Mathematik) de l'École polytechnique fédérale de Zurich. Il est directeur du FIM de 1984 jusqu'à sa retraite en 1995.

## Prix et distinctions
- 1984 : Médaille Brouwer et Conférence von Neumann ;
- 1992 : Médaille Cantor ;
- 1994 : prix Wolf « pour ses résultats fondamentaux sur la stabilité en mécanique hamiltonienne et ses contributions profondes qui influencèrent l'étude des équations non linéaires » ;
- de 1983 à 1986 : président de l'Union mathématique internationale.